# Patrick Bruel
Patrick Bruel, rodným jménem Patrick Maurice Benguigui (* 14. května 1959, Tlemcen, Alžírsko), je francouzský zpěvák, šansoniér, herec a hráč pokeru.

## Diskografie

### Studiová alba
- 1982 Vide
- 1986 De face
- 1989 Alors, regarde
- 1994 Bruel
- 1995 Placa de los héroes
- 1999 Juste avant
- 2001 L'essentiel. Patrick Bruel (kompilace)
- 2002 Entre Deux
- 2004 Puzzle (kompilace)
- 2006 Des souvenirs devant

### Živá alba
- 1987 Live Olympia '87
- 1991 Si ce soir…
- 1991 On s'était dit…
- 2001 Rien ne s'efface
- 2003 Entre deux à l'Olympia
- 2007 Des souvenirs… ensemble
- 2009 Seule… ou presque

## Filmografie
| - 1979 Le Coup de sirocco - 1980 Un pas dans la forêt, (TV) - 1980 La Mort en sautoir, (TV) - 1981 Le Rembrandt de Verrières, (TV) - 1982 Ma femme s'appelle reviens - 1982 Paris-Saint-Lazare, (TV) - 1982 Les Diplômés du dernier rang - 1983 Le Bâtard - 1983 Le Grand carnaval - 1984 Les Malheurs de Malou, (TV) - 1984 Marche à l'ombre - 1984 La Tête dans le sac - 1985 P.R.O.F.S - 1985 Le Mariage blues (TV) - 1986 Champagne amer - 1986 Attention bandits ! - 1986 Suivez mon regard - 1988 La Maison assassinée - 1989 L'Union sacrée - 1989 Force majeure | - 1990 Il y a des jours… et des lunes - 1992 Toutes peines confondues - 1993 Nespolehlivý (Profil bas) - 1995 Les Cent et une nuits de Simon Cinéma - 1995 Sabrina - 1996 Le Jaguar - 1997 K - 1998 Hors jeu - 1998 The Misadventures of Margaret - 1999 Lost & Found - 2000 Le Marquis (krátkometrážní) - 2001 Les Jolies choses - 2001 Le Lait de la tendresse humaine - 2004 Une vie à t'attendre - 2004 El Lobo - 2006 L'ivresse du pouvoir - 2006 O Jérusalem - 2007 Un secret - 2009 Affären à la carte - 2017 Z Paříže do Paříže |